# Sexto Júlio César (pretor em 208 a.C.)
Sexto Júlio César (em latim: Sextus Iulius Caesar) foi um pretor romano da família César da gente Júlia eleito em 208 a.C..

## Família
De acordo com o genealogista inglês William Berry, Sexto Júlio César era filho de Lúcio Júlio César e neto de Numério Júlio César. Sexto Júlio César, seu filho, foi um dos dois embaixadores romanos que restauraram Abdera, e dele descende Marco Antônio. Caio Júlio César, seu outro filho, foi o bisavô de Júlio César, o ditador.

## Eleição para pretor
Sua eleição ocorreu logo após a eleição de Marcelo para cônsul. Marcelo, comandante romano na Segunda Guerra Púnica, foi levado a julgamento no Circo Flamínio, e acusado pelo tribuno da plebe, juntos aos demais nobres, de ter entregue a Itália a Aníbal, que havia feito dela sua província por dez anos. A resposta de Marcelo foi tão contundente que além de manter o comando, ele ainda foi eleito cônsul, junto de Tito Quíncio Crispino, que era pretor. Os pretores eleitos para este ano foram Públio Licínio Crasso Dives, o pontífice máximo (pontifex maximus), Públio Quintílio Varo, Sexto Júlio César e Quinto Cláudio.